# Frank Eyck
Frank Eyck (geboren als Ulrich Franz Joseph Eyck 13. Juli 1921 in Berlin; gestorben 28. Dezember 2004 in Calgary) war ein britisch-kanadischer Historiker.

## Leben
Franz Eyck war ein Sohn des jüdischen Rechtsanwalts und Historikers Erich Eyck und der Hedwig Kosterlitz. Er hatte zwei ältere Schwestern. Eyck besuchte ab 1931 das Französische Gymnasium und gelangte 1936 zusammen mit seinen Eltern und Schwestern nach England. Er besuchte die St Paul’s School London und nahm den Namen Frank Alexander an. Nach Kriegsausbruch wurde er als Enemy Alien interniert und wurde 1940 Soldat der British Army. Er war nach Kriegsende bis 1946 im Rang eines Staff Sergeant im besetzten Deutschland stationiert und in der Pressezensur eingesetzt. Eyck erhielt 1945 die britische Staatsbürgerschaft.
Von 1946 bis 1949 studierte er am Worcester College Oxford und arbeitete danach als Journalist beim Londoner Rundfunk als Redakteur der Nachrichtensendung „Hier spricht London“. 1954 machte er in Oxford einen Master-Abschluss und 1958 einen Bachelor of Letters. Eyck heiratete 1955 die Ärztin Rosemarie Schmidt, sie hatten zwei Kinder. Er wurde Assistant Lecturer an der University of Liverpool und war ab 1959 als Lecturer in modern European history an der University of Exeter angestellt. 1968 erhielt er einen Ruf als Professor of history an die University of Calgary, Alberta, und wurde 1974 Kanadier. Er war Mitglied der Royal Historical Society.

## Schriften (Auswahl)
- The Prince Consort: A Political Biography. London : Chatto & Windus, 1959
  - Prinzgemahl Albert von England. Eine politische Biographie. Zürich: Rentsch, 1961
- The Frankfurt Parliament 1848–1849. London: Macmillan, 1968
  - Deutschlands große Hoffnung. Die Frankfurter Nationalversammlung 1848–1849. Übersetzung Thomas Eichstätt. München: List, 1973
- (Hrsg.): Religion and Politics in German History. From the Beginnings to the French Revolution. Houndmills: Macmillan Press, 1972
- (Hrsg.): The Revolutions of 1848–49. Edinburgh, 1972
- (Hrsg.): Frederick Hertz: The Development of the German public mind. Vol. 3. The German public mind in the nineteenth century. London : Allen & Unwin, 1975
- G. P. Gooch: A Study in History and Politics. London: Macmillan, 1982
- Rosemarie Eyck (Hrsg.): Frank Eyck: A Historian’s Pilgrimage. Memoirs and Reflections. Calgary: Detselig, 2009
- Rosemarie Eyck (Hrsg.): Frank Eyck: A New Look at History: A Collection of Essays. Calgary: Detselig, 2011